# Tundra
V fizični geografiji je tundra (/ˈtʌndrə, ˈtʊn-/) vrsta bioma, kjer rast dreves ovirajo nizke temperature in kratke rastne dobe. Obstajajo tri regije in z njimi povezane vrste tundre: arktična tundra, alpska tundra in antarktična tundra.
Vegetacijo tundre sestavljajo pritlikavi grmi, šaši, trave, mahovi in lišaji. V nekaterih regijah tundre rastejo razpršena drevesa. Ekoton (ali ekološko mejno območje) med tundro in gozdom je znan kot drevesna meja ali gozdna meja. Prst tundre je bogata z dušikom in fosforjem. Tla vsebujejo tudi velike količine biomase in razpadle biomase, ki je bila shranjena kot metan in ogljikov dioksid v permafrostu, zaradi česar so tla tundre ponor ogljika. Ko globalno segrevanje segreva ekosistem in povzroča taljenje tal, se cikel ogljika permafrosta pospeši in sprošča veliko teh toplogrednih plinov, ki jih vsebuje prst, v ozračje, kar ustvarja povratni cikel, ki spreminja podnebje.

## Etimologija
Beseda (tūndâr) izhaja iz samijskega jezika Kildin iz severne Švedske in Norveške in pomeni "ledino brez dreves". Tundra izhaja iz finske besede tunturi, ki se nanaša na goro, zlasti na severnem Finskem.

## Arktična tundra
Arktična tundra se pojavlja na skrajni severni polobli, severno od pasu tajge. Beseda tundra se običajno nanaša le na območja, kjer je podtalje permafrost ali trajno zmrznjena prst. (Lahko se nanaša tudi na ravnico brez dreves na splošno, tako da bi bil vključen severni Sápmi.) Permafrost tundra vključuje velika območja severne Rusije in Kanade. Polarna tundra je dom več ljudstev, ki so večinoma nomadski rejci severnih jelenov, kot so Nganasani in Neneti na območju permafrosta (in Samiji v Sápmi).
Arktična tundra vsebuje območja z ostro pokrajino in je večji del leta zamrznjena. Tla so tam zmrznjena od 25 do 90 cm navzdol, kar onemogoča, da tam rastejo drevesa. Namesto tega lahko golo in včasih kamnito zemljišče podpira samo nekatere vrste arktične vegetacije, nizko rastoče rastline, kot so mahovi, vresovke (različice Ericaceae, kot sta Sibirska črna mahunica (empetrum nigrum) in črna medvejka (Arctous alpina) in lišaji.
Na območjih polarne tundre sta dva glavna letna časa, zima in poletje. Pozimi je zelo mrzlo, temno in vetrovno s povprečno temperaturo okoli −28 °C, ki se včasih spusti celo do −50 °C. Vendar pa ekstremno nizke temperature v tundri ne padejo tako nizko kot tiste, ki jih imajo v območjih tajge južneje (na primer, najnižje temperature v Rusiji, Kanadi in na Aljaski so bile zabeležene na lokacijah južno od drevesne meje). Poleti se temperature nekoliko dvignejo, zgornja plast sezonsko zmrznjene zemlje pa se stopi, zaradi česar so tla zelo razmočena. Tundra je v toplih mesecih prekrita z močvirji, jezeri, barji in potoki. Na splošno se dnevne temperature poleti dvignejo do približno 12 °C, vendar lahko pogosto padejo na 3 °C ali celo pod ledišče. Arktične tundre so včasih predmet programov za ohranjanje habitatov. V Kanadi in Rusiji je veliko teh območij zaščitenih z nacionalnim akcijskim načrtom za biotsko raznovrstnost.
Tundra je običajno vetrovna, saj vetrovi pogosto pihajo s hitrostjo 50–100 km/h. Vendar pa je podobna puščavi, saj pade le okoli 150–250 mm padavin na leto (poletje je običajno največja količina padavin). Čeprav je padavin malo, je tudi izhlapevanje razmeroma minimalno. Poleti se permafrost odtaja ravno toliko, da lahko rastline rastejo in se razmnožujejo, a ker so tla pod tem zamrznjena, voda ne more ponikniti nižje, zato voda oblikuje jezera in močvirja, ki jih najdemo v poletnih mesecih. Obstaja naraven vzorec kopičenja goriva in požarov v naravi, ki se razlikuje glede na naravo vegetacije in terena. Raziskave na Aljaski so pokazale intervale povratka požara (FRI), ki običajno variirajo od 150 do 200 let, pri čemer pogosteje gori v suhih nižinskih območjih kot v bolj vlažnih visokogorskih območjih.
Biotska raznovrstnost tundre je nizka: 1700 vrst vaskularnih rastlin in samo 48 vrst kopenskih sesalcev je mogoče najti, čeprav se milijoni ptic tja vsako leto selijo v močvirja. Obstaja tudi nekaj vrst rib. Malo je vrst z velikimi populacijami. Pomembne rastline v arktični tundri so barska kopišnica (Vaccinium uliginosum), sibirska črna mahunica (Empetrum nigrum), jelenov lišaj (Cladonia rangiferina), brusnica (Vaccinium vitis-idaea) in labradorski čaj (Rhododendron groenlandicum). Pomembne živali so severni jelen (karibu), moškatno govedo, arktični zajec (Lepus arcticus), polarna lisica (Vulpes lagopus), snežna sova, belka (Lagopus), severna rdečehrbta voluharica (Clethrionomys rutilus), leming, komarji in celo polarni medved blizu oceana. Tundra je večinoma brez poikilotermov, kot so žabe ali kuščarji.
Zaradi ostrega podnebja arktične tundre je bilo v tovrstnih regijah malo človeške dejavnosti, čeprav so včasih bogata z naravnimi viri, kot so nafta, zemeljski plin in uran. V zadnjem času se je to začelo spreminjati na Aljaski, v Rusiji in nekaterih drugih delih sveta: na primer, avtonomno okrožje Jamalo-Nenec proizvede 90 % ruskega zemeljskega plina.

## Antarktična tundra
Antarktična tundra se pojavlja na Antarktiki in na nekaj subantarktičnih otokih. Antarktika je v glavnem preveč hladna in sušna, da bi na njej uspevala vegetacija. Večina kontinenta je prekrita z ledom. Nekaj delov kontinenta, posebej antarktični polotok, pa imajo skalna področja, na katerih je mogoč razvoj rastlin. Najpogosteje so to mahovi, lišaji in alge.
Na Antarktiki ni velikih kopenskih sesalcev, razlog je fizična oddaljenost od drugih kontinentov. Tukaj najdemo morske sesalce in morske ptice in pingvine. Področja v bližini obale je naselil človek z malimi sesalci - zajci in mačke.
Rastline in živali Antarktike in antarktičnih otokov (južno od 60 ° južne zemljepisne širine) so zaščitene s Pogodbo o Antarktiki in povezanimi sporazumi s skupnim imenom Sistem Pogodbe o Antarktiki (angleško Antarctic Treaty System).

## Alpska tundra
Alpska tundra ne vsebuje dreves, ker podnebje in tla na visoki nadmorski višini blokirajo rast dreves.:51 Hladno podnebje alpske tundre povzročajo nizke temperature zraka in je podobno polarnemu podnebju. Alpska tundra je na splošno bolje odcedna kot arktična tla. Alpska tundra pod gozdno mejo prehaja v subalpske gozdove; zakrneli gozdovi, ki se pojavljajo v ekotonu gozdne tundre (drevesna meja), so znani kot Krummholz. Alpska tundra je lahko prizadeta zaradi poseganja lesnih rastlin.
Alpska tundra se pojavlja v gorah po vsem svetu. Za rastlinstvo alpske tundre so značilne rastline, ki rastejo blizu tal, vključno s trajnimi travami, šaši, travnatimi rastlinami, blazinastimi rastlinami, mahovi in lišaji. Rastlinstvo je prilagojeno težkim razmeram alpskega okolja, ki vključujejo nizke temperature, suhost, ultravijolično sevanje in kratko rastno dobo.

## Klimatska razvrstitev
Podnebje tundre običajno ustreza ET po Köppnovi podnebni klasifikaciji, kar pomeni lokalno ozračje, v katerem ima vsaj en mesec povprečno temperaturo dovolj visoko za taljenje snega (0 °C), vendar noben mesec s povprečno temperaturo nad 10 °C. Hladna meja na splošno izpolnjuje EF klimi trajnega ledu in snega; topli poletni limit se na splošno ujema s poloma ali višinsko drevesno mejo, kjer so stopnje subarktičnega podnebja imenovane Dfd in Dwd (ekstremne zime, kot v delih Sibirije), Dfc tipično na Aljaski, v Kanadi, delih Skandinavije, evropski Rusiji in zahodni Sibiriji (mrzle zime z meseci zamrznitve), ali celo Cfc (ni meseca hladnejšega kot -3 °C, kot v delih Islandije in jugu Južne Amerike). Podnebje tundre je praviloma sovražno za olesenele rastline, tudi če so zime dokaj blage za polarne standarde, kot na primer na Islandiji.
Kljub morebitni raznolikosti podnebja v kategoriji ET vključno s padavinami, ekstremnimi temperaturami in relativno suhe in mokre sezone, je ta kategorija redko poddeli. Dežne in snežne padavine so na splošno posledica nizkega zračnega tlaka v hladnem ozračju, toda po pravilu je potencialna evapotranspiracija izredno nizka, kar omogoča razmočen teren, močvirja in barja tudi v krajih, ki dobijo padavine tipično puščavske, v nižjih in srednjih zemljepisnih širinah.

## Gospodarstvo
Človeška gospodarska dejavnost je v tundrah redka. Lov in lov s pastmi severnih jelenov zagotavljata hrano in obleko za lokalno prebivalstvo. Se pa v tundrah vse bolj pojavljajo mineralne surovine, kot so fosilna goriva in rude. Težavnost iskanja, rudarjenja in prevoz so pogoji, ki zadržujejo izkoriščanje teh virov.
Večje socialno-ekonomske regije obsegajo Grenlandijo, Aljasko, severno Kanado in Skandinavijo.

## Povezava z globalnim segrevanjem
Huda grožnja tundram, posebej permafrostu, je globalno segrevanje. Taljenje permafrosta na določenem območju bi v naslednjih desetletjih ali stoletjih korenito spremenilo pogoje za življenje in katere vrste ne bi mogle preživeti.
Drugi pomislek je, da je približno tretjina svetovnega ogljika v zemlji vezanega v tajgah in tundrah. Ko se permafrost tali, sprošča ogljik v obliki ogljikovega dioksida in metana, ki sta toplogredna plina. Učinek so opazili na Aljaski. Leta 1970 je bila tundra ponor ogljika, danes pa je vir ogljika. Metan nastaja, ko vegetacija razpade v jezerih in močvirjih.
Količina toplogrednih plinov, ki bo izšla v okviru predvidenih scenarijev za globalno segrevanje ni zanesljiva, čeprav so o tem poročale nekatere študije v leta 2011. Ni jasno ali bo vpliv povečane emisije toplogrednih plinov iz tega vira minimalen ali masiven.
Na mestih, kjer je nakopičena mrtva vegetacija in šota, obstaja nevarnost gorenja, kot je bil primer 1039 km² v tundri, ki je zgorela v letu 2007 na severnem pobočju Brooks, Aljaska. Takšni dogodki lahko prispevajo h globalnemu segrevanju.